# Wild Is the Wind (album Nina Simone)
Wild Is the Wind è l'undicesimo album in studio della cantante e pianista jazz Nina Simone pubblicato nel settembre del 1966.

## Tracce
Lato A
1. I Love Your Lovin' Ways – 2:35 (Bennie Benjamin, Sol Marcus) – Registrato il 15 gennaio 1965 al Carnegie Hall di New York
2. Four Women – 4:20 (Nina Simone) – Registrato il 30 settembre 1965 a New York
3. What More Can I Say – 2:45 (Horace Ott, Wade Brown Jr.) – Registrato il 1º ottobre 1965 a New York
4. Lilac Wine (dal musical Dance Me a Song) – 4:14 (James Shelton) – Registrato il 30 settembre 1965 a New York
5. That's All I Ask – 2:28 (Horace Ott) – Registrato il 1º ottobre 1965 a New York
6. Break Down and Let It All Out – 2:45 (Van McCoy) – Registrato il 1º ottobre 1965 a New York

Durata totale: 19:07
Lato B
1. Why Keep Breakin' My Heart – 2:30 (Bennie Benjamin, Sol Marcus) – Registrato nel giugno del 1964 a New York
2. Wild is the Wind – 6:53 (Dimitri Tiomkin, Ned Washington) – Registrato il 21 marzo 1964 al Carnegie Hall di New York
3. Black Is the Color of My True Love's Hair – 3:25 (Tradizionale, arrangiamento di Nina Simone) – Registrato il 6 aprile 1964 a New York
4. If I Should Lose You – 3:55 (Leo Robin, Ralph Rainger) – Registrato il 20 maggio 1965 a New York
5. Either Way I Lose – 2:44 (Van McCoy) – Registrato il 1º ottobre 1965 a New York

Durata totale: 19:27

## Musicisti
A1
- Nina Simone - voce, pianoforte
- Rudy Stevenson - chitarra
- King Curtis - sassofono tenore
- Horace Ott - conduttore orchestra
- Personale orchestra non noto

A2, A3, A4, A5, A6 e B5
- Nina Simone - voce, pianoforte
- Rudy Stevenson - chitarra, flauto
- Lisle Atkinson - contrabbasso
- Bobby Hamilton - batteria

B1
- Nina Simone - voce
- Horace Ott - conduttore orchestra
- Personale orchestra non noto

B2
- Nina Simone - voce, pianoforte
- Rudy Stevenson - chitarra, flauto, sassofono
- Lisle Atkinson - contrabbasso
- Bobby Hamilton - batteria
- Montego Joe - congas

B3
- Nina Simone - voce, pianoforte
- Rudy Stevenson - chitarra, flauto
- Lisle Atkinson - contrabbasso
- Bobby Hamilton - batteria

B4
- Nina Simone - voce, pianoforte
- Rudy Stevenson - chitarra, flauto
- Al Schackman - chitarra, armonica
- Lisle Atkinson - contrabbasso
- Bobby Hamilton - batteria